# 洛夫雷·卡利尼奇
洛夫雷·卡利尼奇（1990年4月3日—）是一位克羅地亞足球運動員。在場上的位置是守門員。現效力於克羅地亞足球甲級聯賽球會哈伊杜克。他也代表克羅地亞國家足球隊參賽。

## 榮譽

### 國家隊
克羅埃西亞
- 國際足協世界盃亞軍：2018年[3]

### 個人
- 布拉尼米爾大公勳章：2018年

## 外部連結
- Soccerway資料庫：洛夫雷·卡利尼奇